# El Coscoller (Odèn)
El Coscollero Roca del Coscolló és una muntanya de 1.299 metres que es troba entre els municipis d'Oliana, a la comarca de l'Alt Urgell i d'Odèn, a la comarca del Solsonès.
Aquest cim està inclòs al llistat dels 100 cims de la FEEC